# San José de Alluriquín
San José de Alluriquín, o semplicemente Alluriquín, è una parrocchia rurale della provincia di Santo Domingo de los Tsáchilas, in Ecuador. Situata a 24 km da Santo Domingo de los Colorados in direzione della via che conduce a Quito, la cittadina ha una popolazione di circa 19 000 abitanti.

## Toponimia
Il nome deriva dall'epoca coloniale e dalle prime comunità cattoliche se si insediarono nella zona, ai tempi dello storico padre Juan de Velasco: San José è il patrono mentre "Alluriquín" significa "luogo di riposo vicino al fiume dalle verdi e chiare acque", in firefimento ad un torrente della zona chiamato "Danas", che getta le sue acque nel tumultuoso Rio Toachi. Alluriquín è chiamata anche "Terra dolce", per via del prodotto tipico della zona, la "melcocha" un dolce preparato con la panela.

## Storia
L'origine di Alluriquín risale all'epoca degli Incas, quando il luogo era un passaggio obbligato verso la costa e dove i viaggiatori sostavano rima di riprendere il cammino il giorno successivo. Anche durante il periodo della Audienza Reale di Quito, Alluriquín era un "tambo", ossia un luogo di sosta dove pernottare. Nel 1800 passarono i padri domenicani, che si stanziarono poi a Santo Domingo, che prese il suo nome attuale appunto dai frati predicatori.
Nel 1861 fu istituita la parrocchia di Santo Domingo de los Colorados, sotto la giurisdizione del Cantone di Quito, e Alluriquin ne diventa un "recinto". Nel 1883 tuttavia, Santo Domingo, compreso Alluriquín, passarono a far parte del neonato Cantone di Mejía. A quel tempo i viaggiatori percorrevano a piedi o sui muli il tragitto che separava Quito da Santo Domingo, fino alla costruzione della prima strada, la Quito-Chiriboga-Santo Domingo, costruita ne 1944. A quel punto Santo Domingo chiese di far parte del cantone di Quito e la richiesta fu accettata.
Il 10 gennaio 1967 l'Assemblea Nazionale Costituente dell'Ecuador crea il Santo Domingo. Inizialmente non furono create parrocchie rurali nel nuovo cantone, tuttavia il primo presidente della giunta municipale, Ramón Chérrez, incentivò la nascita di un movimento per l'istituzione della parrocchia, che fu definitivamente costituita ed accettata dal Governo il 4 gennaio 1970.

## Geografia fisica

### Territorio
Alluriquín si trova ad un'altitudine compresa tra 700 e 850 m.s.l.m. in una zona ricca di torrenti e falde acquifere. Si trova ai piedi della Cordigliera delle Ande, a ovest e confina a nord con la pre-parrocchia Las Mercedes, ad est e a sud con la Provincia del Cotopaxi, a ovest verso il Cantone di Santo Domingo e la parrocchia di Santa Maria del Toachi.

### Clima
Il clima è tipico di quello di Santo Domingo, solo un po' più fresco per via della maggior altitudine. Le precipitazioni sono abbondanti, concentrate nel periodo che va da gennaio a maggio, e superano i 2000 mm (possono arrivare anche a 5000 mm). La temperatura varia da 14 a 24 °C, con un'umidità attorno al 90%.

## Economia
L'allevamento di bestiame è una delle principali risorse degli abitanti, così come l'agroindustria, che produce in particolar modo la "melcocha", dolce fatto con la panela, a sua volta derivata dal succo della canna da zucchero e che viene offerta in particolar modo ai viaggiatori e turisti di passaggio sulla Aloag-Santo Domingo, strada che collega Quito alla costa.

### Turismo
Negli ultimi anni ha avuto un notevole sviluppo il turismo, grazie ai luoghi ricchi di cascate (si contano 9 cascate naturali), dove è possibile praticare sport estremi, come il torrentismo